# Trani Cup 2006
Il Trani Cup 2006 è stato un torneo di tennis facente parte della categoria ATP Challenger Series nell'ambito dell'ATP Challenger Series 2006. Il torneo si è giocato a Trani in Italia dal 31 luglio al 6 agosto 2006 su campi in terra rossa.

## Vincitori

### Singolare
Juan Pablo Guzmán ha battuto in finale  Andreas Vinciguerra con il punteggio di 6–1, 3–6, 7–6(1)

### Doppio
Leonardo Azzaro /  Daniele Giorgini hanno battuto in finale  Alessandro Motti /  Daniel Muñoz de la Nava con il punteggio di 6–4, 3–6, [10–6]